# Spinotarsus umtata
Spinotarsus umtata är en mångfotingart som beskrevs av Kraus 1966. Spinotarsus umtata ingår i släktet Spinotarsus och familjen Odontopygidae. Inga underarter finns listade i Catalogue of Life.